# 杰赫勒姆县

所在位置

杰赫勒姆县，巴基斯坦旁遮普省的一个县，位于该省北部。总面积3,587平方公里。总人口936,957（1998年），其中31.48%生活于市区。县治位于杰赫勒姆。

## 行政区划
杰赫勒姆县辖有3个乡，41个联合委员会。